# Кортисуш
Кортисуш (порт. Cortiços)  —  район (фрегезия) в Португалии,  входит в округ Браганса. Является составной частью муниципалитета  Маседу-де-Кавалейруш. По старому административному делению входил в провинцию Траз-уж-Монтиш и Алту-Дору. Входит в экономико-статистический  субрегион Алту-Траз-уш-Монтеш, который входит в Северный регион. Население составляет 417 человек на 2001 год. Занимает площадь 24,72 км².
Покровителем района считается Николай Чудотворец (порт. São Nicolau). 